# La Grande-Motte
La Grande-Motte je město na jihu Francie, ležící v regionu Okcitánie, v departementu Hérault. Město je význačným letoviskem na pobřeží Středozemního moře asi 20 km od města Montpellier a asi 5 km od přímořského rekreačního centra Le Grau-du-Roi. Bylo založeno na "zelené louce" v 60. – 70. letech 20. století. La Grande-Motte je charakteristické jednotným architektonickým stylem, velmi působivé jsou zejména budovy ve tvaru pyramidy.

## Vývoj počtu obyvatel
Počet obyvatel

## Osobnosti spjaté s městem
- Jean Balladur – architekt
- Manitas de Plata – kytarista

## Partnerská města
- Hornsea, Spojené království
- Hoyo de Manzanares, Španělsko

## Fotogalerie

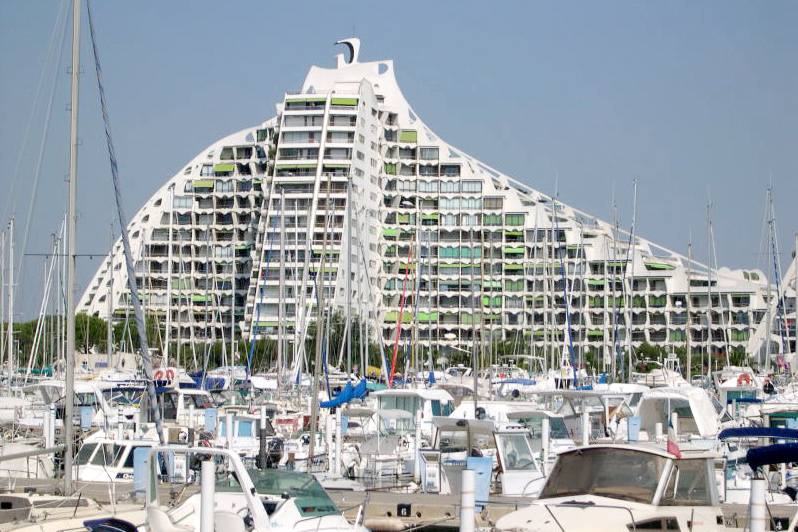
La Grande Pyramide